# Zona Empalme

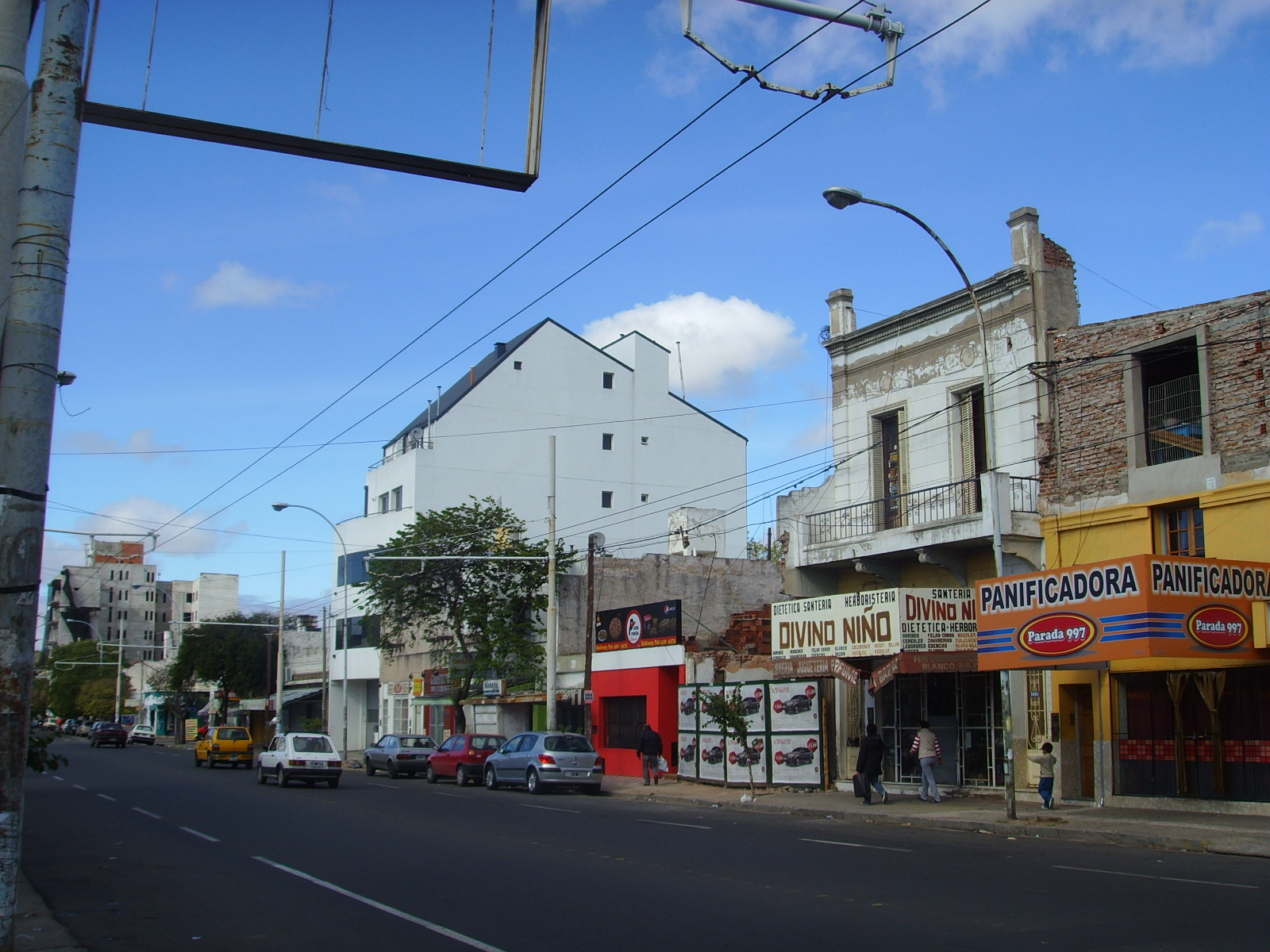
Die Straße San Jerónimo in San Vicente

CPC-Zonen von Córdoba, im Südosten Empalme

Die Zona Empalme ist die größte der 11 CPC-Zonen der Stadt Córdoba (Argentinien). Sie umfasst den Südosten der Stadt und hat 210.154 Einwohner (Volkszählung 2001). Der Name rührt vom Stadtviertel Barrio Empalme her, in dem sich das Bezirkszentrum (Centro de Participación Comunal oder CPC) befindet.

## Geographie
Das Gebiet erstreckt sich zwischen dem Río Suquía im Norden, der Zona Mercado de la Ciudad, die das Zentrum Córdobas umfasst im Nordwesten, der Zona Villa El Libertador im Westen sowie der Stadtgrenze von Córdoba im Süden und Osten. Außer dem Río Suquía gibt es keine nennenswerten Wasserläufe, im Osten des Gebiets südlich des Flusses befinden sich jedoch einige aus gefluteten Steinbrüchen entstandene künstliche Seen.

## Stadtbild und Architektur
Das Gebiet hat heute ein sehr heterogenes Stadtbild, war ursprünglich stark zersiedelt und wuchs erst in den letzten Jahrzehnten des 20. Jahrhunderts zu einem durchgängigen urbanen Gebiet zusammen.
Dicht bebaut ist besonders das Viertel San Vicente im Nordwesten und seine unmittelbare Umgebung. Einige Großwohnsiedlungen wie Barrio SEP liegen im Süden nahe der Ringautobahn Avenida de Circunvalación. Im Rest des Gebiets dominiert niedrige, lockere Bebauung. Im Südosten befindet sich ein großes Industriegebiet im Stadtviertel Ferreyra.
Die sozioökonomische Situation ist sehr unterschiedlich: neben Oberschichtvierteln wie Barrio Maipú und von der Mittelschicht geprägten Gebieten wie San Vicente, Crisol, Empalme und San Carlos sind zahlreiche ärmere Gebiete anzutreffen. Einerseits sind dies große Sozialwohnungsviertel wie Barrio SEP, Barrio Ampliación Cerveceros und das neuere Barrio Ciudad de mis Sueños, zum anderen gibt es auch einige mittelgroße informelle Siedlungen, darunter Villa La Maternidad, Villa El Gran Chaparral und Villa Los Artesanos.

## Geschichte

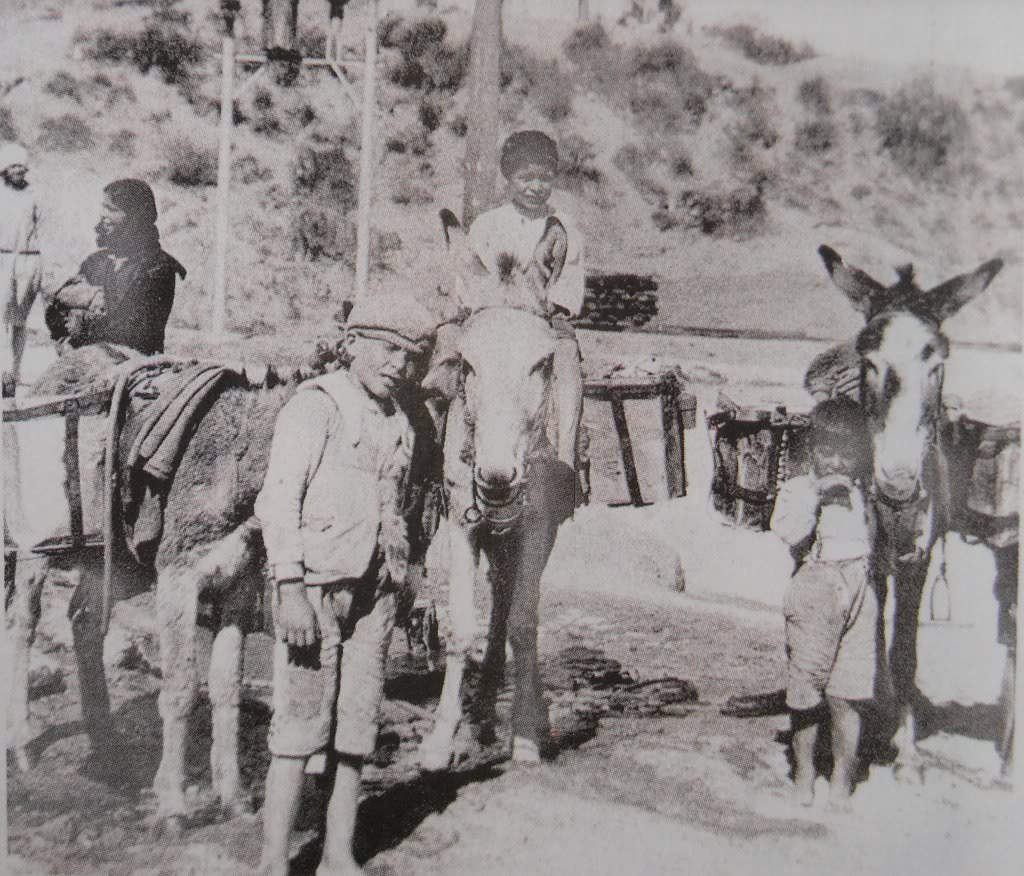
Wassertransport auf Eseln im Barrio San Vicente, Anfang des 20. Jh.

Das älteste Stadtviertel ist San Vicente im Nordwesten am Río Suquía, dessen Parzellierung für Wohnzwecke im Jahr 1870 durch Agustín Garzón erfolgte. Das Gebiet hatte zunächst den Charakter einer Feriensiedlung mit einigen landwirtschaftlichen Betrieben, ab 1897 erfolgte eine erste Industrialisierung des Viertels. Im Zeitraum zwischen 1928 und 1940 begann die Bebauung in großen Teilen der restlichen Zona Empalme, die wichtigsten hiervon sind Ferreyra im Südosten, Primero de Mayo im Osten und Crisol im zentralen Bereich. Nach der Gründung der Eisenbahnfabrik Materfer 1958 siedelten sich zahlreiche Unternehmen im Südosten des Gebiets nahe Barrio Ferreyra an. In der Folge stieg die Einwohnerzahl der umliegenden Stadtviertel sprunghaft an und erste Großwohnsiedlungen entstanden.
In die Schlagzeilen kam das Stadtviertel Ituzaingó im Osten des Gebiets an der Ruta Nacional 9 2012 wegen eines Pestizidskandals, bei dem es wegen der Sprühung von Insekten- und Unkrautvernichtungsmitteln in der Umgebung eines Wohngebiets zu Gesundheitsschäden bei der Bevölkerung kam und die Verantwortlichen zu Bewährungsstrafen verurteilt worden. Das Urteil wird als für Argentinien und Lateinamerika wegweisend angesehen, da hier zum ersten Mal die Missachtung von Verordnungen zur Benutzung von Pestiziden strafrechtlich verurteilt wurde.

## Wirtschaft
Die Zona Empalme ist eines der am stärksten industrialisierten Gebiete von Córdoba. Traditionell befand sich das Zentrum der Industrie in San Vicente, es wanderte jedoch im Laufe der Jahre in periphere Gebiete ab, besonders in die Umgebung des Viertels Ferreyra.
Im Industriegebiet Ferreyra befindet sich eine Automobilproduktionsstätte von Fiat, die 1995 eingeweiht wurde. Ebenfalls ist das Eisenbahnunternehmen Materfer, das bis 2000 ebenfalls von Fiat abhing, hier ansässig. Zahlreiche weitere Unternehmen, vor allem aus dem Automobilzulieferer- und dem metallverarbeitenden Bereich sowie aus der Lebensmittelindustrie, sind in diesem Industriegebiet ansässig.
Zentren des Einzelhandels sind die Viertel San Vicente, Empalme, José Ignacio Díaz und Crisol; weiterhin die Straße Avenida O'Higgins, die Hauptausfallstraße nach Süden. Drei Shopping-Center finden sich an der Avenida Sabattini, der Avenida O'Higgins sowie im Westen des Viertels San Vicente.

## Kultur und Sehenswürdigkeiten

### Kulturzentren

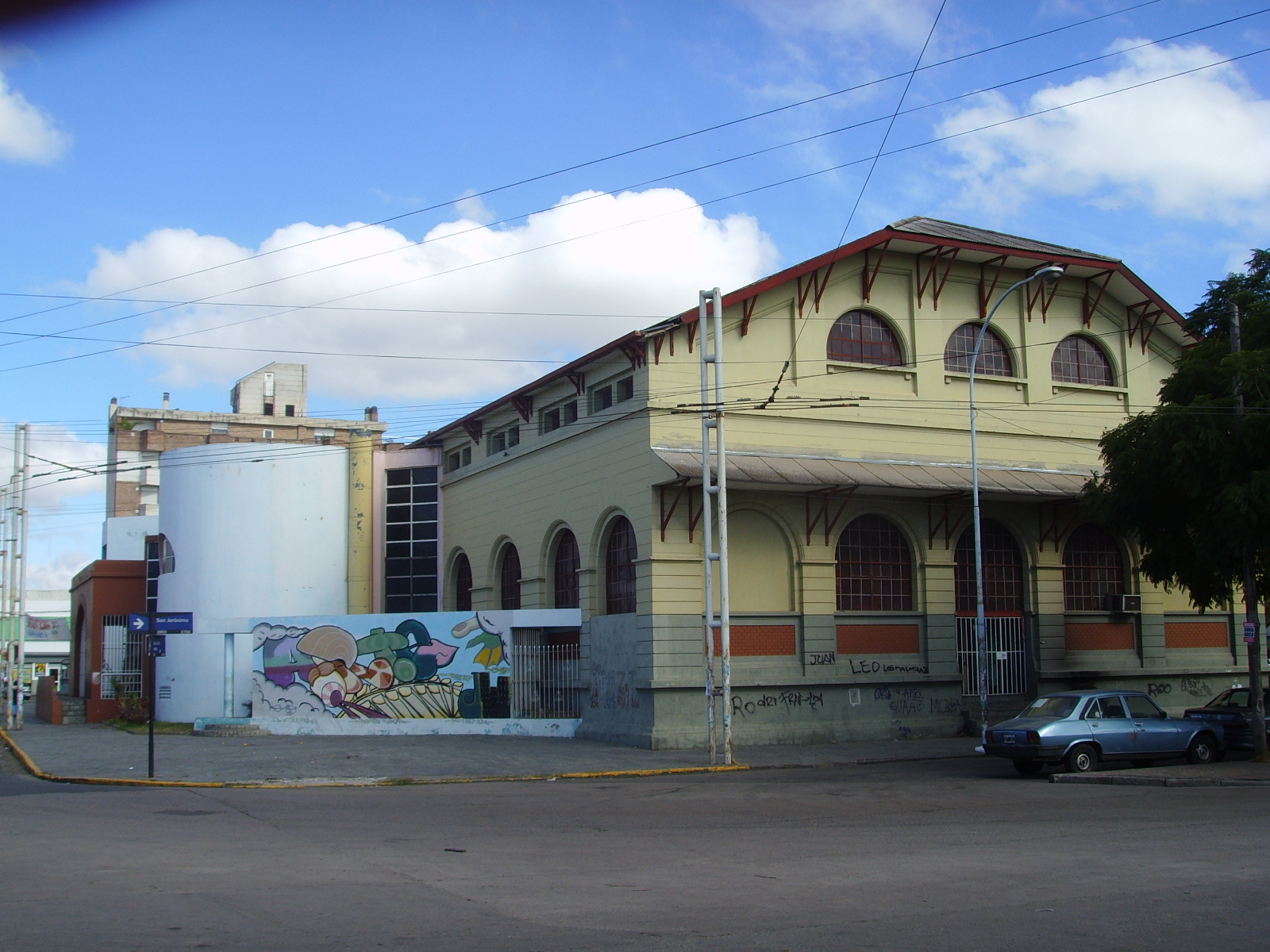
Das Kulturzentrum San Vicente

Das größte Kulturzentrum ist das von der Stadt Córdoba betriebene Centro Cultural San Vicente im gleichnamigen Stadtviertel, das sich in einem 1885 erbauten Marktgebäude befindet. Das unabhängige Kulturzentrum Dadá und ein Independent-Theater befinden sich in der unmittelbaren Umgebung.

### Gastronomie und Nachtleben
Mehrere größere Gastronomiebetriebe befinden sich an der Avenida Sabattini. Institutionen des Nachtlebens sind in dem Gebiet nicht besonders häufig, es gibt jedoch einige Nachtbars und eine größere Veranstaltungshalle, das Monumental Sargento Cabral in San Vicente, in dem Cuarteto-Veranstaltungen stattfinden.

### Bauwerke

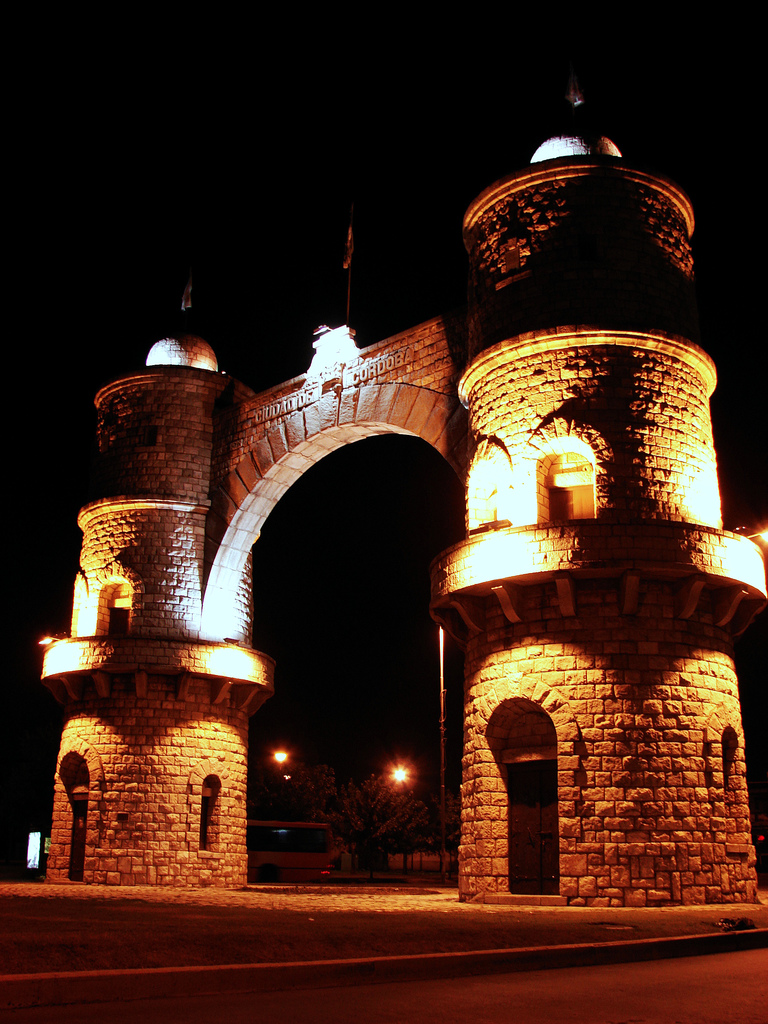
Der Arco de Córdoba

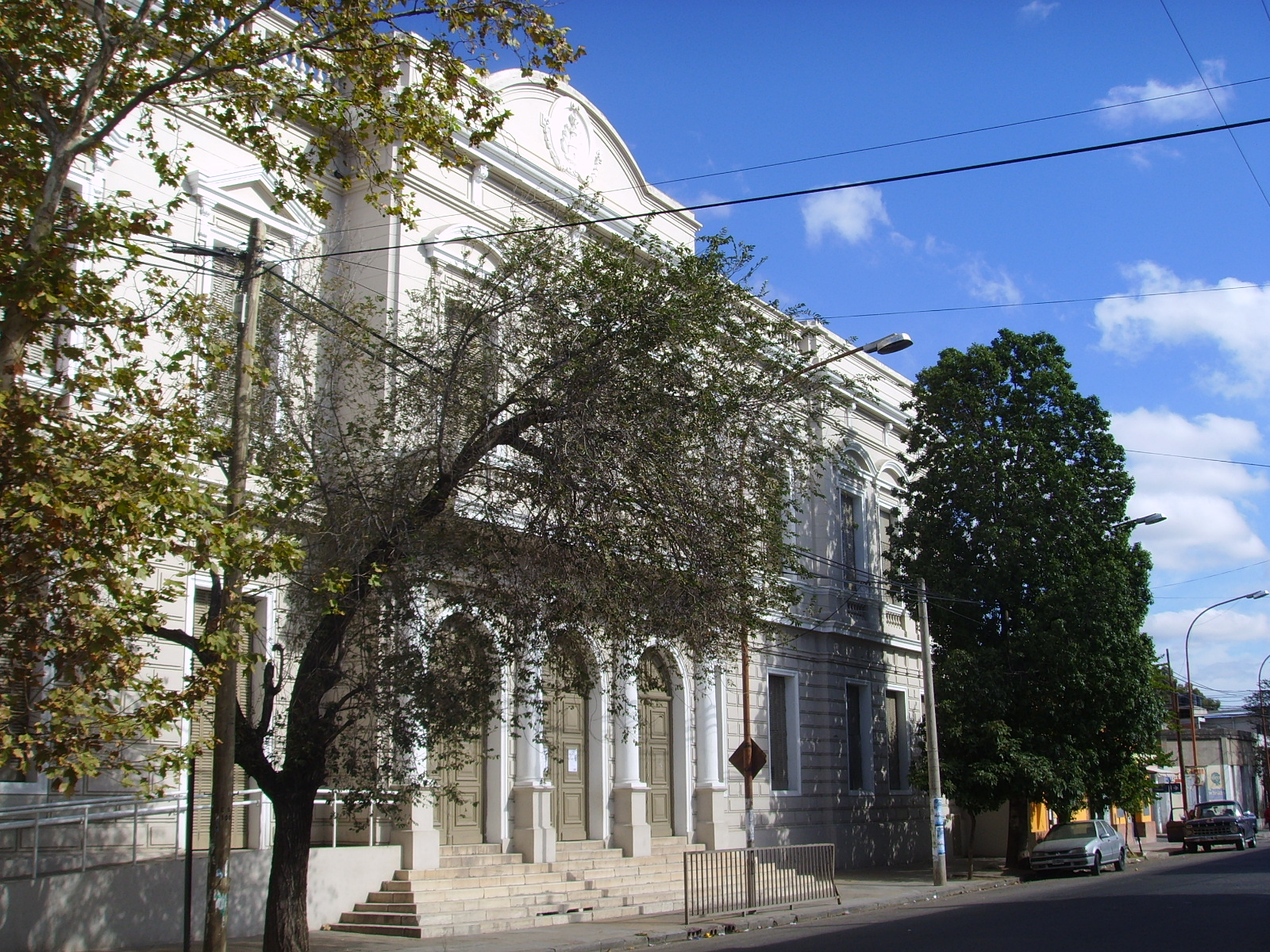
Die Schule Colegio José Bedoya

Markantestes Bauwerk ist der 1943 gebaute Triumphbogen Arco de Córdoba, der im Stadtviertel Empalme steht und nach Plänen von Fernando Cabanillas realisiert wurde. Der Bogen im Stil des Eklektizismus gehört zu den Wahrzeichen der Stadt Córdoba und soll ein Stadttor symbolisieren.
Zahlreiche Altbauten befinden sich im Viertel San Vicente. Die Schule Colegio José Bedoya wurde im Jahr 1914 fertiggestellt. Ein weiterer bedeutender Schulbau ist das Colegio Santa Margarita de Cortona von 1879.
Ein bedeutendes Ensemble ist das Sozialwohnungsviertel Barrio Kronfuss im Westen von San Vicente, das im mitteleuropäischen Stil von Juan Kronfuss 1921 erbaut wurde. Es ist allerdings durch Verfall und durch neuere Umbauten gefährdet, mehrere Initiativen zu seiner Renovierung wurden seit den 1990er Jahren wieder abgebrochen.
Kirchen von Bedeutung sind die Iglesia San Antonio de Padua mit neogotischen Zügen und die Iglesia de la Inmaculada Concepción im neokolonialen Stil, beide ebenfalls im Viertel San Vicente.
Die zwischen 1906 und 1910 erbaute Villa Chalet San Felipe im Viertel José Ignacio Díaz wird heute als Unterzentrum des CPC Empalme (einer Zweigstelle der Stadtregierung) genutzt.
Im heutigen Parque del Este befand sich von 1945 bis 1978 ein Militärgefängnis, welches nach dem Militärputsch von 1976 als ein sogenanntes Geheimes Haft-, Folter- und Vernichtungszentrum (Centro Clandestino de Detención, Tortura y Exterminio, abgekürzt CCDTyE) fungierte. Es ist als Mahnmal zugänglich und mit Hinweistafeln beschildert.

### Parks und Grünanlagen

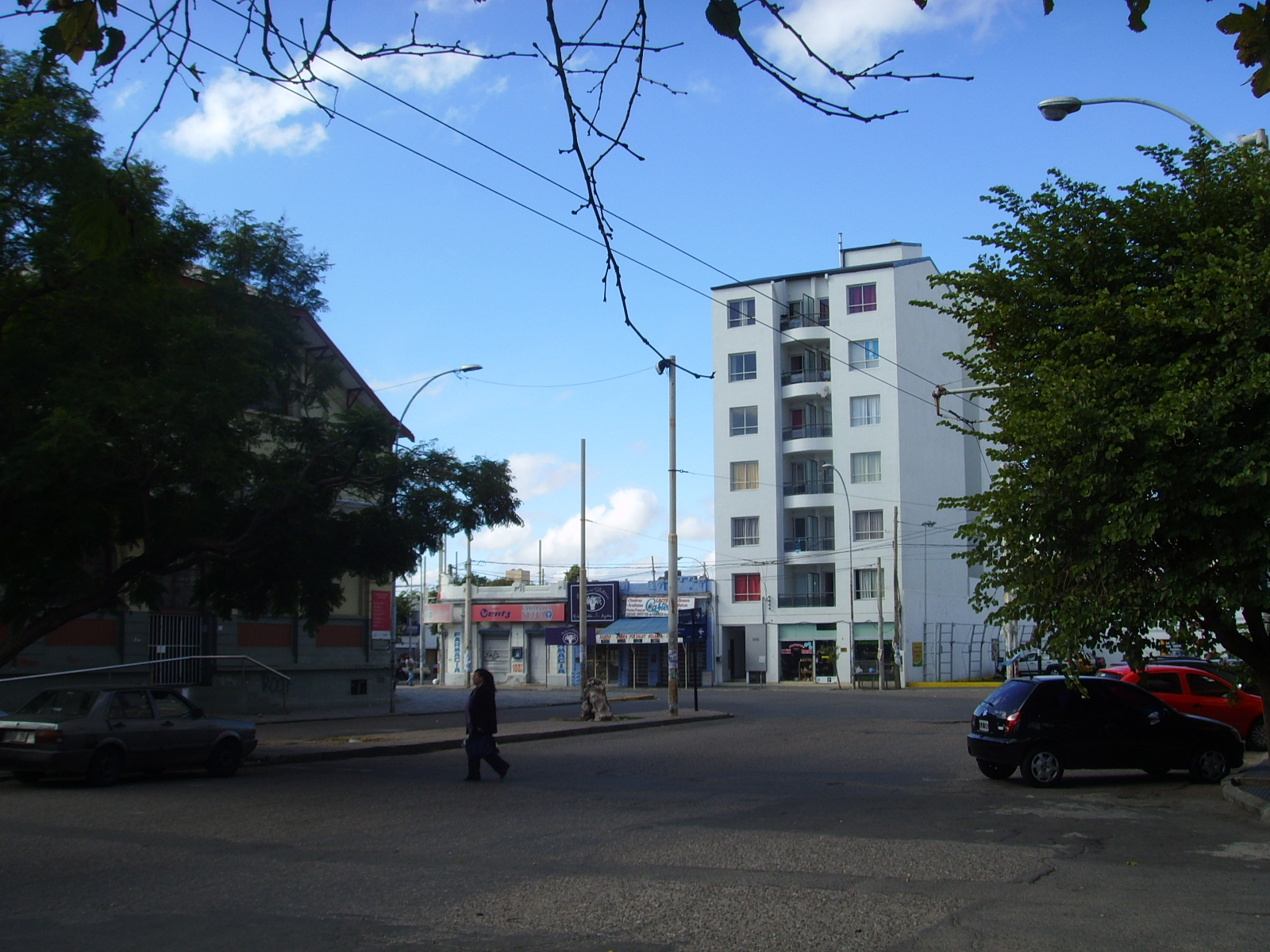
Plaza Mariano Moreno im Viertel San Vicente

Zahlreiche Plazas mit Denkmälern befinden sich in dem Gebiet. Bemerkenswert sind die Plaza Mariano Moreno und die Plaza Lavalle in San Vicente.
Größter Park ist der Parque del Este, auch Campo de la Ribera genannt, an beiden Ufern des Río Suquía, der allerdings heruntergekommen ist und kaum Infrastruktur besitzt. Auf einem Teil seines Areals befindet sich ein Elendsviertel. Grünanlagen befinden sich weiterhin an den bestehenden und ehemaligen Bahnstrecken, die größte davon ist der Paseo del Ferrocarril.
Zwischen den Vierteln Maldonado, Renacimiento und Los Josefinos befindet sich mit dem Cementerio San Vicente der größte Friedhof von Córdoba inmitten einer grünen Hügellandschaft.

## Infrastruktur

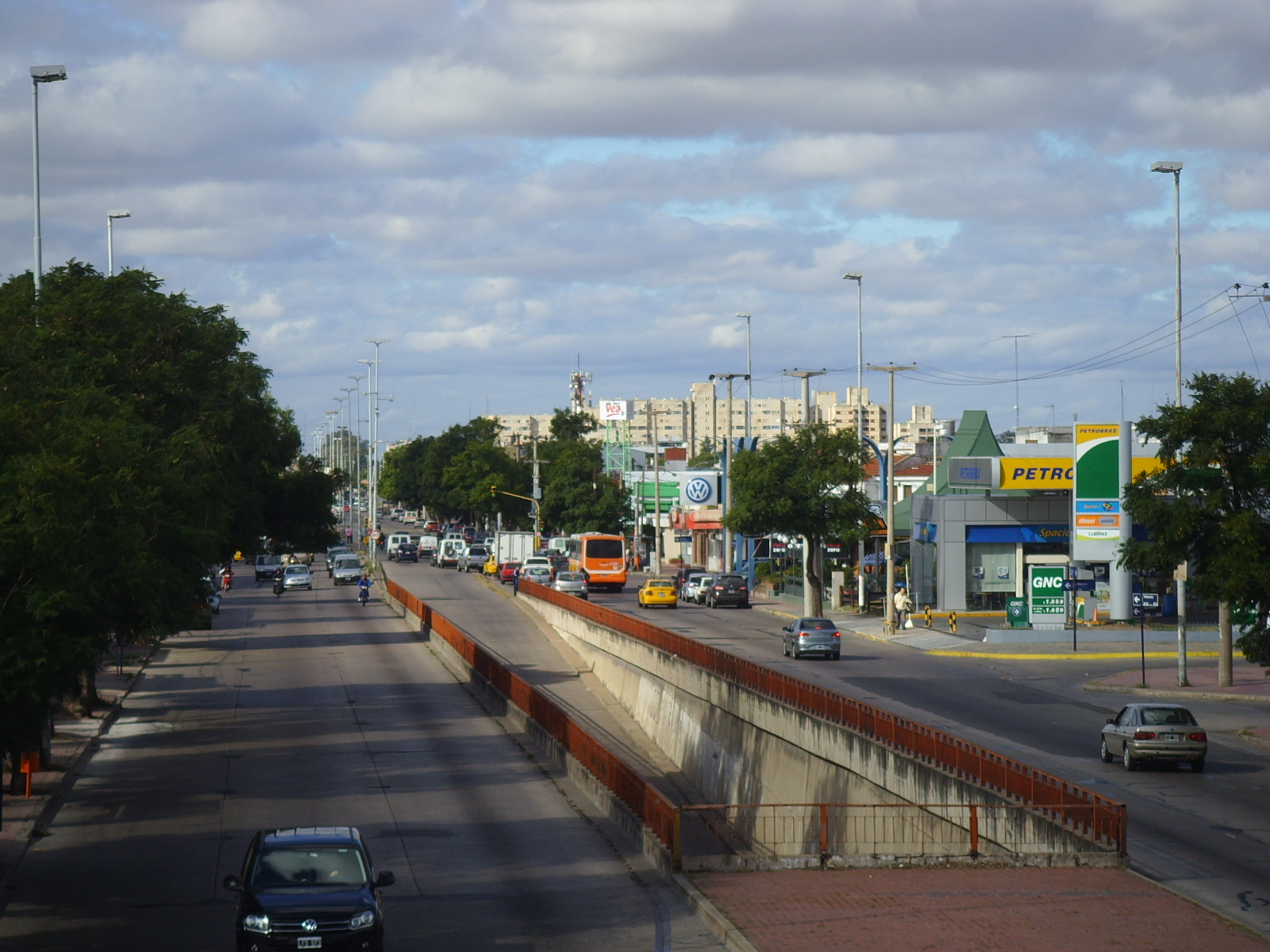
Die Avenida Sabattini im Stadtviertel Colón

Die Avenida de Circunvalación, eine Ringautobahn, durchquert das Gebiet von Nordost nach Südwest und grenzt dabei das zentrale Gebiet von Córdoba von der Peripherie ab. Wichtigste Ausfallstraße ist die Avenida Sabattini (Ruta Nacional 9), die Córdoba mit Rosario und Buenos Aires verbindet und in Nordwest-Südost-Richtung quer durch das Gebiet verläuft. Weitere wichtige Straßen sind die Avenida Costanera Intendente Mestre, die dem Lauf des Río Suquía folgt, Avenida O'Higgins und Avenida 11 de Septiembre in Nord-Süd-Richtung und die Avenida General Savio im Südosten in Ost-West-Richtung.
Die Bahnstrecke Buenos Aires-Córdoba durchzieht das Gebiet von Nordwest nach Südost. Neben dem Güterverkehr verkehrt ein Fernzug nach Buenos Aires und ein Nahverkehrszug nach Villa María. Der einzige derzeit in Betrieb befindliche Bahnhof befindet sich im Barrio Ferreyra. Eine weitere, nur vom Güterverkehr bediente Bahnstrecke zweigt in Barrio Empalme nach Westen ab, ihr derzeitiger Endpunkt ist Malagueño.